# Кугун-Арыта
Кугу́н-Арыта́ — небольшой остров в Оленёкском заливе моря Лаптевых. Административно относится к территории Якутии.
Остров расположен в центральной части залива, в дельте реки Оленёк. Находится между протоками Кёрсюсе-Тёбюлеге на западе и Кугун-Тёбюлеге на востоке. На севере узкой протокой отделяется от соседнего острова Касьян-Арыта, на юге — от острова Кёрсюсе-Кумага.
Остров имеет удлинённую форму, вытянутую с северо-востока на юго-запад. Покрыт болотами, имеется множество небольших озёр.